# جيورجي بيريدزي
جيورجي بيريدزي (12 مايو 1997 في جورجيا - ) (بالجورجية: გიორგი ბერიძე) هو لاعب كرة قدم جورجي في مركز الهجوم.

## وصلات خارجية
- جيورجي بيريدزي على موقع الاتحاد الدولي (مؤرشف)  (الإنجليزية)
- جيورجي بيريدزي على موقع الاتحاد الأوربي (الإنجليزية)
- جيورجي بيريدزي على موقع اتحاد تركيا (لاعب) (الإنجليزية)
- جيورجي بيريدزي على موقع قاعدة بيانات كرة القدم.إي يو (الإنجليزية)
- جيورجي بيريدزي على موقع ناشيونال فوتبول تيمز (الإنجليزية)
- جيورجي بيريدزي على موقع Soccerway.com (الإنجليزية)